# Pleioblastus rugatus
Pleioblastus rugatus är en gräsart som beskrevs av Tai Hui Wen och Shao Yun Chen. Pleioblastus rugatus ingår i släktet grenbambu, och familjen gräs. Inga underarter finns listade i Catalogue of Life.